# Morawa (Lidzbark Warmiński)
Morawa (deutsch Maraunen) ist ein Ort in der polnischen Woiwodschaft Ermland-Masuren. Sie gehört zur Landgemeinde Lidzbark Warmiński (Heilsberg) im Powiat Lidzbarski (Kreis Heilsberg).

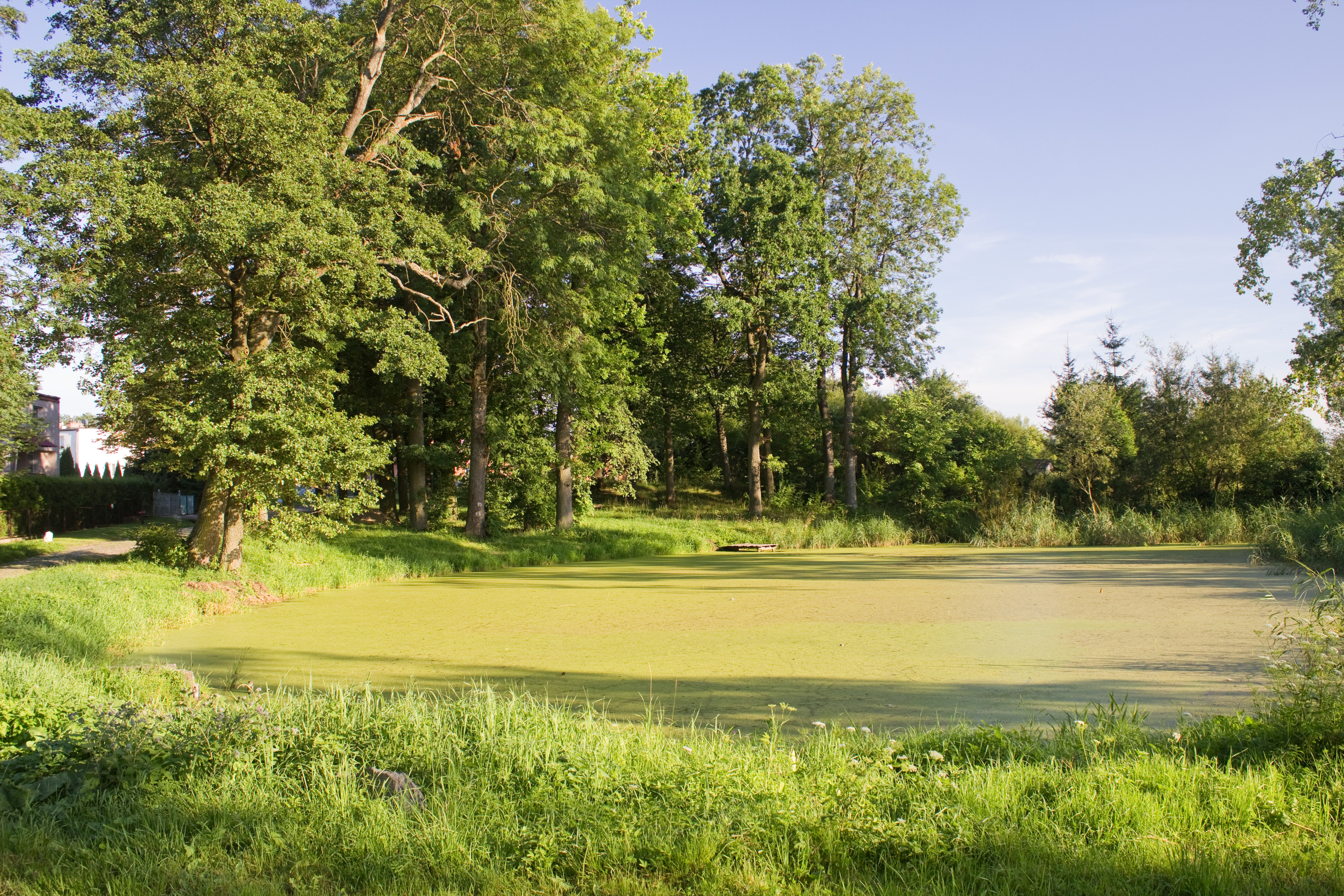
Teichanlage in Morawa

## Geographische Lage
Morawa liegt im nördlichen Westen der Woiwodschaft Ermland-Masuren, neun Kilometer nordöstlich der Kreisstadt Lidzbark Warmiński (Heilsberg).

## Geschichte
Maraunen war ein kleiner Ort mit einem nicht unbedeutenden Gut, das von einem großen Park mit Teichen umgeben war. Im Jahre 1874 kam der Gutsbezirk Maraunen zum neu errichteten Amtsbezirk Roggenhausen (polnisch Rogóż) im ostpreußischen Kreis Heilsberg, Regierungsbezirk Königsberg. Maraunen zählte im Jahre 1910 101 Einwohner.
|  |

Am 30. September 1928 gab der Gutsbezirk Maraunen seine Eigenständigkeit auf, als er zusammen mit dem Nachbargutsbezirk Schweden (polnisch Wojdyty) nach Roggenhausen eingemeindet wurde.
In Kriegsfolge wurde 1945 das gesamte südliche Ostpreußen an Polen abgetreten. In diesem Zusammenhang erhielt Maraunen die polnische Namensform „Morawa“ und ist heute als eine Osada (= „Siedlung“) ein Teil der Gmina Lidzbark Warmiński (Landgemeinde Heilsberg) im Powiat Lidzbarski (Kreis Heilsberg), von 1975 bis 1998 der Woiwodschaft Olsztyn, seither der Woiwodschaft Ermland-Masuren zugehörig. Im Jahre 2021 zählte Morawa 132 Einwohner.

## Religion
Morawa gehört heute wie bereits Maraunen bis 1945 zur römisch-katholischen Pfarrei Rogóż (Roggenhausen), heute im Erzbistum Ermland gelegen.
Bis 1945 war Maraunen auch in die evangelische Kirche Heilsberg in der Kirchenprovinz Ostpreußen der Kirche der Altpreußischen Union eingepfarrt. Heute ist Morawa der Diözese Masuren der Evangelisch-Augsburgischen Kirche in Polen zugeordnet.

## Verkehr
Morawa liegt nördlich der polnischen Landesstraße 51 (in einem Abschnitt der einstigen deutschen Reichsstraße 142) und ist über den Abzweig in Rogóż (Roggenhausen) nach Kotowo (Katzen) zu erreichen. Auch von Kiwity – an der Woiwodschaftsstraße 513 gelegen – führt eine Straße über Napraty (Napratten) nach Kotowo, die durch Morawa verläuft.
Eine Bahnanbindung besteht nicht. Von 1916 bis 1992 war der Nachbarort „Roggenhausen (Ostpreußen)“ die nächste Bahnstation. Sie lag an der heute nicht mehr existierenden Bahnstrecke Heilsberg–Bartenstein–Friedland–Wehlau.